# Dorfkirche Beveringen

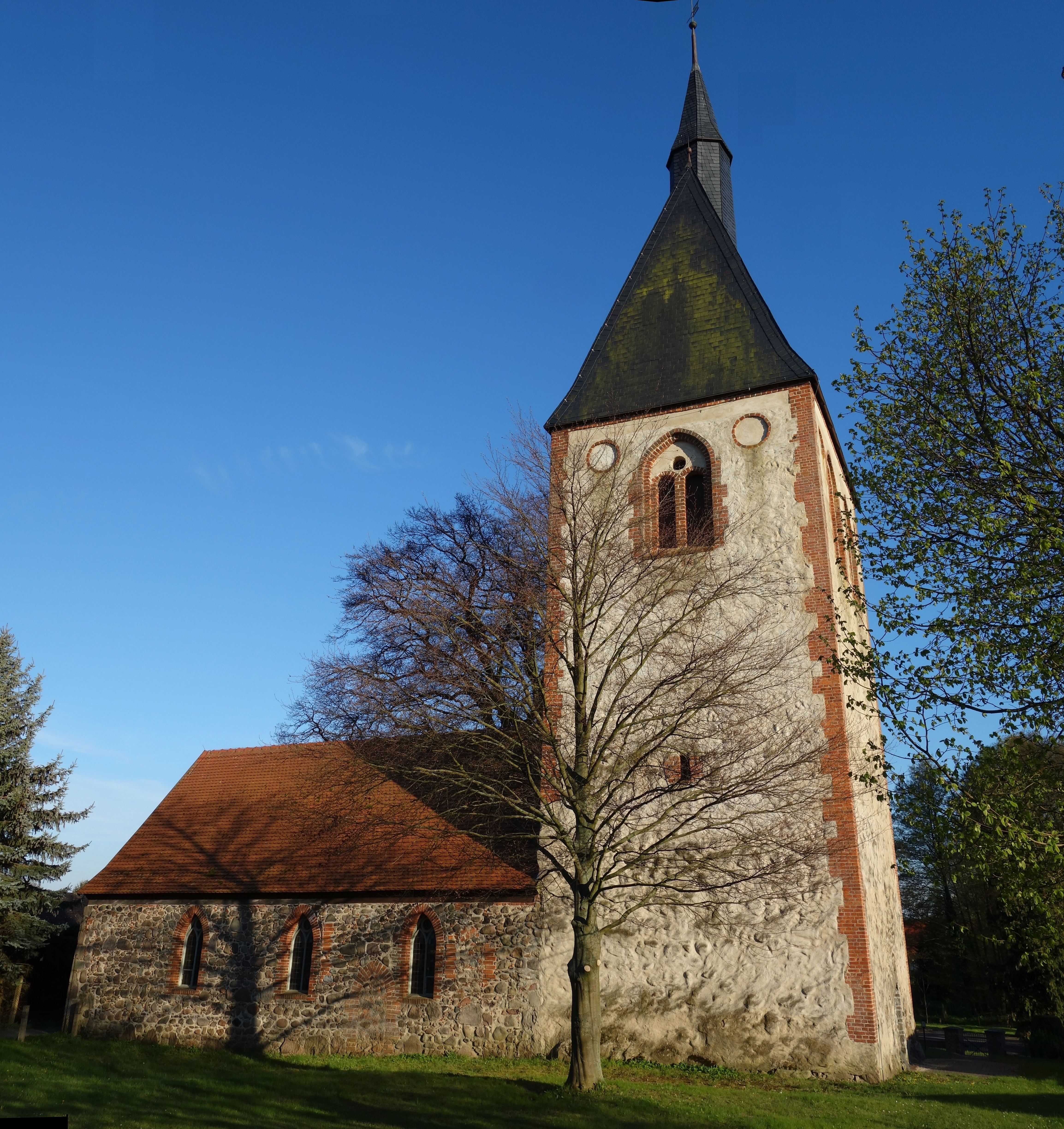
Dorfkirche Beveringen

Die evangelische, denkmalgeschützte Dorfkirche Beveringen steht in Beveringen, einem Ortsteil der Stadt Pritzwalk im Landkreis Prignitz in Brandenburg. Sie gehört zur Gesamtkirchengemeinde Region Pritzwalk im Kirchenkreis Prignitz der Evangelischen Kirche Berlin-Brandenburg-schlesische Oberlausitz.

## Beschreibung
Die Saalkirche wurde Ende des 15. Jahrhunderts erbaut. Sie besteht aus einem Langhaus aus Feldsteinen, das mit einem Satteldach bedeckt ist, und einem querrechteckigen, Kirchturm aus verputzten Backsteinen im Westen, der 1855 quer mit einem schiefergedeckten Walmdach bedeckt wurde, aus dem sich ein achteckiger Dachreiter erhebt. Das oberste Geschoss des Kirchturms beherbergt hinter den Klangarkaden, die als Biforien gestaltet sind, den Glockenstuhl. 
Die Orgel mit sieben Registern auf einem Manual und Pedal wurde 1875 von Friedrich Hermann Lütkemüller gebaut.